# رودني جيركنز
رودني روي جيركنز  هو منتج أغاني،كاتب أغاني ورابر أمريكي ولد في 29 يوليو 1977.